# Daishin Kashimoto

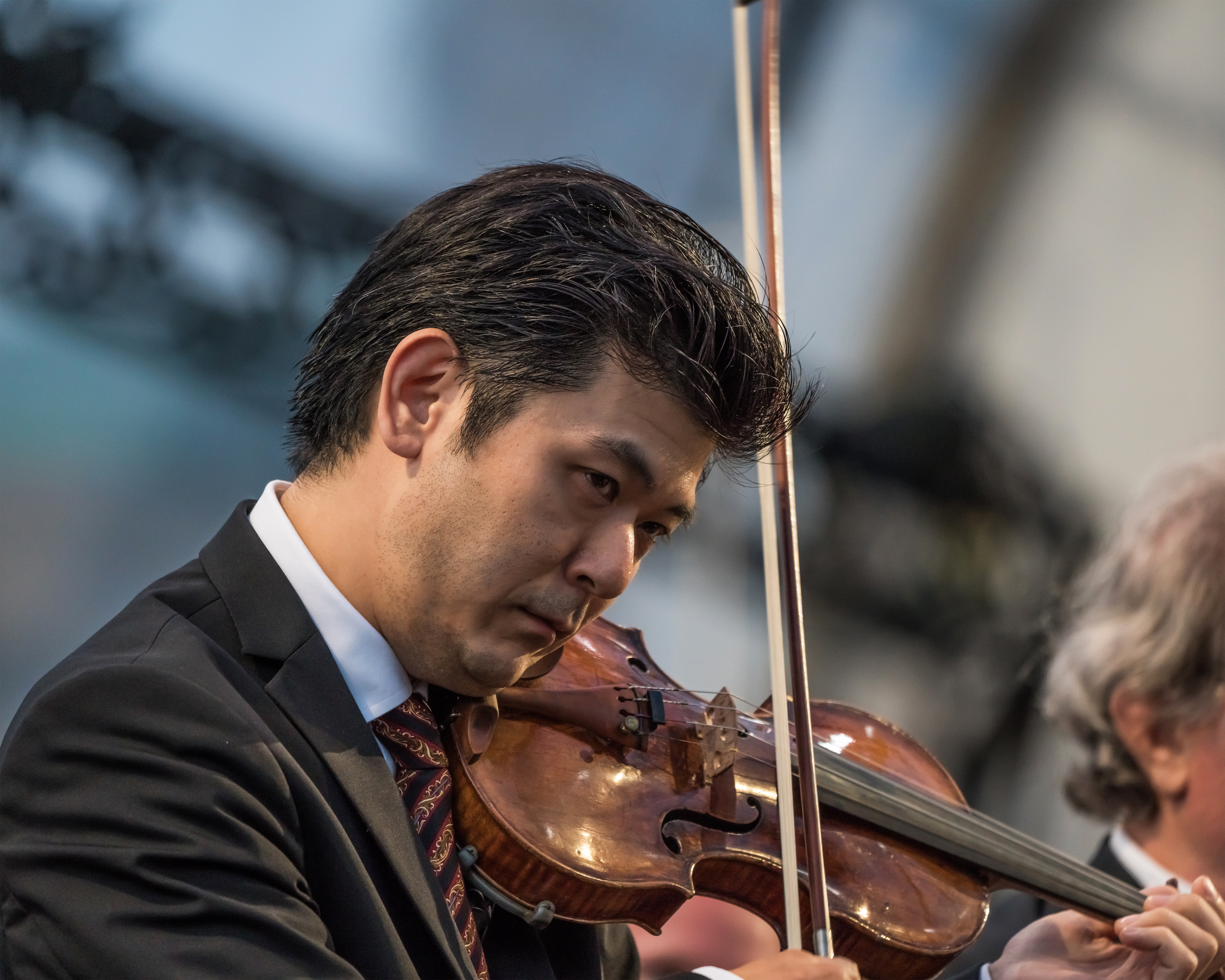
Daishin Kashimoto (2019)

Daishin Kashimoto (japanisch 樫本 大進 Kashimoto Daishin; * 27. März 1979 in London) ist ein japanischer klassischer Violinist. Seit 2009 ist er Erster Konzertmeister der Berliner Philharmoniker.

## Leben und Werk
Daishin Kashimoto wurde am 27. März 1979 in London geboren. Sein Vater war Angestellter eines großen Reederei-Konzerns und war für diesen in London, Tokio und New York tätig. Im Alter von drei Jahren begann Daishin Kashimoto auf Anregung seiner Mutter, einer ehemaligen Klavierlehrerin, in Tokio das Geigenspiel zu erlernen. Er zog mit seiner Familie nach New York und wurde im Alter von sieben Jahren 1986 von der Pre-College-Abteilung der Juilliard School als jüngster Schüler aufgenommen und erhielt das Stipendium der Edward John Noble Foundation. 1990, mit 11 Jahren, zog Kashimoto nach Lübeck, um bei Zakhar Bron an der Musikhochschule Lübeck seine Fähigkeiten an der Geige zu vertiefen. Von 1999 bis 2004 studierte er dann in Freiburg im Breisgau bei Rainer Kussmaul, dem ehemaligen Konzertmeister der Berliner Philharmoniker, an der Staatlichen Hochschule für Musik und machte dort seinen Studienabschluss. Daishin Kashimoto gewann erste Preise unter anderem beim Menuhin International Junior Violin Competition London (1993), beim Internationalen Fritz Kreisler-Wettbewerb Wien (1996) und beim Concours International Long-Thibaud Paris (1996).
Daishin Kashimoto arbeitete solistisch früh mit vielen internationalen Orchestern zusammen unter anderem dem Boston Symphony Orchestra, dem Orchestre National de France, den Symphonieorchestern des Bayerischen und Hessischen Rundfunks, der Staatskapelle Dresden und den Sankt Petersburger Philharmonikern. Er konzertierte unter Dirigenten wie Mariss Jansons, Semyon Bychkov, Seiji Ozawa, Lorin Maazel, Yehudi Menuhin, Wladimir Fedossejew und Michel Plasson. Im Jahr 2009 wurde Kashimoto die Stelle des Ersten Konzertmeisters der Berliner Philharmoniker angeboten neben einer sechsmonatigen Ausbildung (anstelle von eigentlich zwei Jahren). Mehr als 2/3 der Orchestermitglieder stimmten anschließend für seine Anstellung, die dann offiziell erfolgte.
Der japanische Komponist Toshio Hosokawa schuf 2022 für Daishin Kashimoto das Violinkonzert Prayer („Gebet“), in dem er eine Antwort auf unheilvolle Ereignisse wie die Corona-Krise und den Ukraine-Krieg suchte. Die Solovioline, in der Uraufführung am 2. März 2023 in Berlin von Daishin Kashimoto gespielt, stellt den Schamanen dar, der die Menschen von bösen Geistern befreit. Das Orchester, in dieser Uraufführung die Berliner Philharmoniker unter Paavo Järvi, repräsentiert dagegen Kosmos und Natur.
Daishin Kashimoto trat auch als Kammermusiker unter anderem mit Yuri Bashmet, Itamar Golan, Tabea Zimmermann, Yefim Bronfman, Shlomo Mintz, Mischa Maisky und Konstantin Lifschitz in Erscheinung. Mit Konstantin Lifschitz legte er 2014 eine Einspielung der Beethoven-Violinsonaten vor.
Seit 2007 wirkte Daishin Kashimoto als künstlerischer Leiter des Le Pont-Musikfestivals in Akō und Himeji (Japan). Daishin Kashimoto spielt aktuell auf der Guarneri del Gesù de Bériot Violine von 1744, die ihm von der Asuka Corporation und ihrem Vorsitzenden Hikaru Shimura zur Verfügung gestellt wird.